# Dva stolpa, Bologna
Dva stolpa (italijansko le due torri), oba nagnjena, sta simbola Bologne v Italiji in najvidnejša od bolonjskih stolpov. Stojita se na križišču cest, ki vodijo do petih vrat starega obzidja (mura dei torresotti). Višji se imenuje Asinelli, medtem ko se manjši, a bolj nagnjen stolp imenuje Garisenda. Njuni imeni izhajata od družin, ki se tradicionalno pripisujejo gradnji stolpov med letoma 1109 in 1119.
Izgradnja je morda bila tekmovanje med obema družinama, da bi pokazali, katera družina je močnejša. Vendar je zaradi pomanjkanja dokumentov iz tega zgodnjega obdobja to negotovo. Ime družine Asinelli je na primer prvič dokumentirano pravzaprav šele leta 1185, skoraj 70 let po domnevni gradnji stolpa, ki ji ga pripisujejo.

## Stolp Asinelli
Domneva se, da je bil Asinellijev stolp prvotno visok ok. 70 metrov in je bil šele pozneje dvignjen na sedanjih 97,2 metra, s previsno opornico 2,2 m. V 14. stoletju je mesto postalo njegov lastnik in ga uporabljalo kot zapor in manjšo utrdbo. V tem obdobju je bila okrog stolpa dodana lesena konstrukcija na višini približno 30 metrov nad tlemi, ki je bila povezana z zračno brvjo (pozneje uničeno med požarom leta 1398) s stolpom Garisenda. Njegovo dodajanje pripisujejo Giovanniju Viscontiju, milanskemu vojvodi, ki naj bi z njim želel nadzorovati nemirni trg Mercato di Mezzo (danes ulica Francesco Rizzoli) in zatreti morebitne upore. Viscontiji so postali vladarji Bologne po zatonu sinjorije družine Pepoli, vendar so bili v mestu precej nepriljubljeni.
Veliko škodo so povzročile strele, ki so pogosto povzročale manjše požare in podore, šele leta 1824 so postavili strelovod. Vendar pa je stolp preživel vsaj dva dokumentirana velika požara: prvega leta 1185 zaradi požiga in drugega leta 1398.
Asinellijev stolp sta uporabljala znanstvenika Giovanni Battista Riccioli (leta 1640) in Giovanni Battista Guglielmini (v naslednjem stoletju) za poskuse preučevanja gibanja teže teles in vrtenja Zemlje. V drugi svetovni vojni, med letoma 1943 in 1945, so ga uporabljali kot opazovalno točko: med bombardiranjem so štirje prostovoljci zasedli mesto na vrhu, da bi usmerjali reševalne akcije na kraje, ki so jih prizadele zavezniške bombe. Kasneje je bil na vrhu nameščen televizijski rele RAI. Arhitekt Minoru Yamasaki naj bi se pri načrtovanju Svetovnega trgovinskega centra v šestdesetih letih dvajsetega stoletja zgledoval po stolpih.
Stolp Asinelli je bil tudi najvišja stavba na svetu, saj je presegel Lincolnovo stolnico, dokler ga leta 1197 ni presegla stolnica svetega Štefana.

## Stolp Garisenda
Stolp Garisenda je danes visok 48 metrov, s previsom 3,2 metra. Sprva je bil visok približno 60 metrov, vendar so ga morali v 14. stoletju znižati zaradi popustljivosti tal, zaradi česar je bil poševen in nevaren. V začetku 15. stoletja je stolp kupil Arte dei Drappieri, ki je ostal edini lastnik, dokler Garisenda ni postala občinska last konec 19. stoletja.
Večkrat ga je navedel Dante Alighieri v Božanski komediji in Le Rime (potrdilo o njegovem bivanju v Bologni) ter Goethe v svojem Italijanskem potovanju. Dva stolpa sta bila tudi tema istoimenske pesmi Giosuèja Carduccija kot del Barbarske ode. Charles Dickens je pisal o stolpih v svojih Slikah iz Italije, Antal Szerb pa o njih v Tretjem stolpu: Potovanja po Italiji.